# Cyperus lacunosus
Cyperus lacunosus är en halvgräsart som beskrevs av August Heinrich Rudolf Grisebach. Cyperus lacunosus ingår i släktet papyrusar, och familjen halvgräs. Inga underarter finns listade i Catalogue of Life.